# Ágrip af Nóregskonungasögum

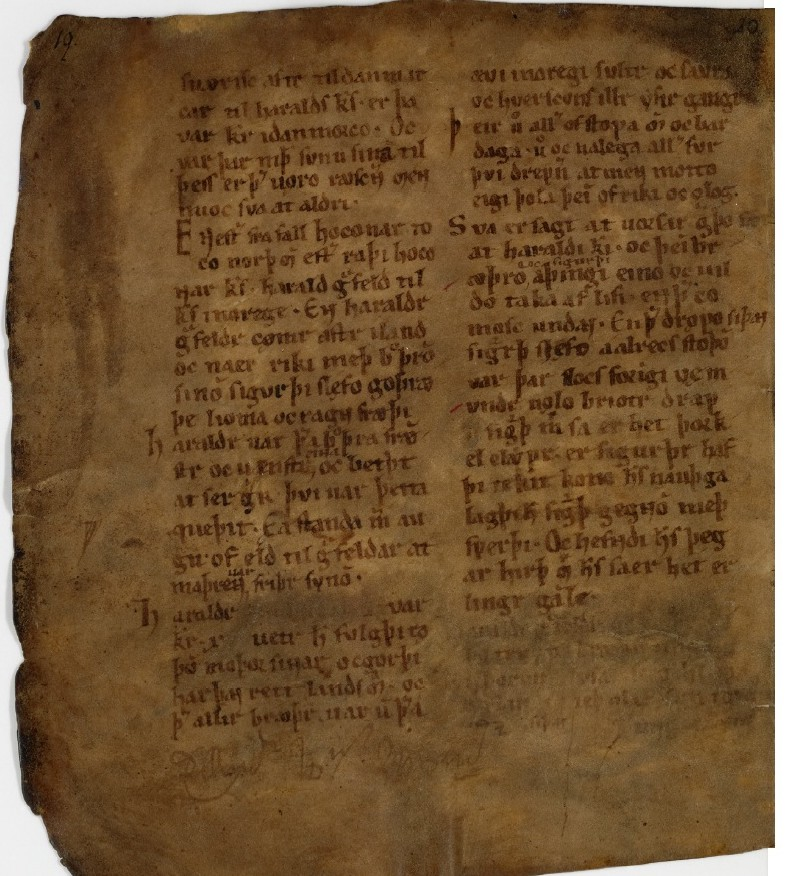

L'Ágrip af Nóregskonungasögum (in norreno: Riassunto delle saghe dei re di Norvegia), o semplicemente Ágrip, è una saga in norreno che tratta dei re della Norvegia.

## La saga
Il testo conservatosi comincia nel tardo IX secolo, con la morte di Halfdan il Nero, e termina nel primo XII secolo con l'ascesa al trono di Ingi krókhryggr, ma si pensa che l'originale coprisse un periodo più lungo, probabilmente fino al regno di Sverrir. L'opera fu composta da uno scrittore anonimo norvegese intorno al 1190; l'unico manoscritto sopravvissuto è islandese, della prima metà del XIII secolo. Il libro in pergamena conservatosi consiste in quattro gruppi da 24-25 fogli ciascuno, mentre un quinto gruppo è andato perduto; manca anche il primo foglio, ed il titolo originale del libro, se mai ne avesse avuto uno, è sconosciuto: il nome Ágrip af Nóregskonungasögum ("Sinossi delle Saghe dei Re di Norvegia") fu utilizzato per la prima volta in un'edizione del 1835.
L'Ágrip af Nóregskonungasögum è stato spesso confrontato con le altre due opere storiche sinottiche norvegesi dello stesso periodo, la Historia Norwegie e l'opera di Theodoricus monachus, la Historia de antiquitate regum norwagiensium. Fu un'opera originale, essendo la prima di quel genere scritta nella lingua volgare del luogo. Come molte altre saghe, riporta testualmente frammenti di poesia scaldica. La parte narrativa è breve e molto meno dettagliata di altre saghe dei re più tarde, come la Fagrskinna e la Heimskringla. La storia è notevolmente più dettagliata nelle descrizioni di eventi e luoghi nella regione del Trøndelag e nella città di Nidaros; insieme a fattori linguistici, ciò è stato visto come un'indicazione del fatto che l'opera fu composta a Nidaros. Tale città appare quasi sempre come il centro dell'azione, ritenuta il cuore del regno, e il fatto che l'autore la chiami spesso semplicemente Kaupangr ("città") definisce ancora di più questa familiarità.
L'evidenza data a certi avvenimenti suggerisce alcuni brevi dati che permettono di inquadrare l'ignoto autore. Presupponendo che si trattasse, con quasi assoluta certezza, di un chierico, era un sostenitore di Inge I krókhryggr e quindi un avversario dei Birkebeinar. La narrazione risente quindi di questa imparzialità. L'opera potrebbe, perciò, trattarsi di un vero e proprio pamphlet polemico volto a convincere il popolo a seguire la parte di Inge e quindi la Chiesa con cui il re era alleato, denigrando invece la fazione dei Birkebeinar.
Nella scrittura del testo si evincono molti tratti caratteristici della lingua norvegese che proprio in quel periodo si stava differenziando dalla classica lingua norrena, tratti definiti dagli studiosi "norvegianismi". Lo stile viene definito dagli studiosi a tratti "pittoresco" e per certi tratti "interessante", mentre per altri risulta difficile da definire.
L'Ágrip af Nóregskonungasögum è stato tradotto in danese (1834), latino (1835), tedesco (1929), nynorsk (1936) e inglese (1995).

### Fonti primarie
- Íslenzk fornrit XXIX: Ágrip af Nóregskonunga sǫgum: Fagrskinna - Nóregs konunga tal, Bjarni Einarsson (editore), Hið íslenzka fornritafélag, Reykjavík, 1984.
- Ágrip af Nóregskonungasǫgum, M. J. Driscoll (editore), Viking Society for Northern Research, 1995, ISBN 090352127X
- Guðbrandur Vigfússon, Prolegomena, in Sturlunga saga I, 1878

### Fonti secondarie
- G. M. Gathorne-Hardy, A Royal Impostor: King Sverre of Norway, 1956
- Fredrik Paasche,Tendens og syn i kongesagaen, in Edda XVII, 1922
- Didrik Arup Seip, Norsk språkhistorie til omkring 1370, 1955
- Didrik Arup Seip, Ágrip—Hryggjarstykki, in Arkiv för nordisk filologi LIV, 1938-39